# Вовчі острови
Во́вчі острови́ — гідрологічний заказник місцевого значення в Україні. Розташований на території Звягельського району Житомирської області, на північний від села Руденька. 
Площа 452 га. Статус присвоєно згідно з рішенням облвиконкому від 02.04.1984 року № 115. Перебуває у віданні ДП «Ємільчинське ЛГ» (Ємільчинське лісництво, кв. 13, 14, 23, 24). 
Статус присвоєно для збереження частини заболоченого та каналізованого лісового масиву з насадженнями дуба і сосни; на перезволожених ділянках зростають береза, вільха.